# Arthur 1., hertug af Bretagne
Arthur 1. (bretonsk: Arzhur Iañ; fransk: Arthur Ier de Bretagne) (29. marts 1187 – sandsynligvis 1203) var 4. jarl af Richmond og hertuge af Bretagne mellem 1196 og 1203. Han var den posthume søn af Godfred 2., hertug af Bretagne og Konstance, hertuginde af Bretagne. Hans far Godfred, var søn af Henrik 2. af England.
I 1190 blev Arthur udnævnt til arving af England og dets franske territorier af sin onkel, Richard 1., med ønsket om at Arthur ville efterfølge Richard i stedet for Richards yngre bror Johan. Intet er registreret om Arthurs skæbne efter hans fængsling i Rouens borg i 1203, og selv om hans nøjagtige skæbne er ukendt, er det generelt antaget, at han blev myrdet af Johan.

## Tidligt liv
Arthur blev født i 1187, søn af Konstance af Bretagne og Godred 2. af Bretagne, der var død inden han blev født. Som spædbarn var Arthur nummer to i arvefølgen efter sin bedstefar Kong Henrik 2. efter sin onkel Richard. Kong Henrik døde, da Arthur var 2 år gammel, og Richard 1. blev den nye konge i hans sted.
Mens Richard var væk på Det tredje korstog, forsøgte Arthurs mor Konstance at gøre hertugdømmet Bretagne mere uafhængigt. Den 11. november 1190 blev Arthur udnævnt til Richards arving og blev forlovet med en datter af Tancred 1. af Sicilien som en del af deres traktat. Kejser Henrik 6. erobrede imidlertid Kongeriget Sicilien i 1194, så Arthurs forlovelse blev aldrig til noget.
En ægteskabsplan, der oprindeligt havde til formål at etablere en alliance mellem kong Richard og kong Filip 2. af Frankrig ved at gifte Arthurs ældste søster Eleonora med Filips ældste søn Ludvig, mislykkedes. I 1196 fik Konstance den unge Arthur udråbt til hertug af Bretagne og hendes medhersker som et barn på ni år. Samme år indkaldte Richard Arthur såvel som hendes mor Konstance til Normandiet, men Ranulf de Blondeville, 6. jarl af Chester, Arthurs stedfar, bortførte Konstance. Richard marcherede til Bretagne for at redde Arthur, som derefter i hemmelighed blev ført til Frankrig for at blive opdraget sammen med Ludvig.
Da Richard døde den 6. april 1199, erklærede han på sit dødsleje sin bror Johan som sin arving, af frygt for at Arthur var for ung til at sidde på tronen. Arthur var kun tolv år gammel på det tidspunkt og under den franske konges indflydelse. Johan gjorde straks krav Englands trone, men mange franske adelige var modvillige over for at anerkende ham som deres herre. De foretrak Arthur, der erklærede sig som Filips vasal Filip anerkendte Arthurs ret til Anjou, Maine og Poitou. Efter Richards død førte Arthur en styrke til Anjou og Maine. Fra 18. april titulerede han sig som hertug af Bretagne, greve af Anjou og jarl af Richmond.
Den 18. september overtalte Johan Anjous seneschal, William des Roches, til at hoppe over på den andens, ved at hævde, at Arthur ville være capetingernes marionetdukke. Fire dage senere førte William Arthur og Konstance som fanger til Le Mans Viscount Aimery, seneschalen udnævnt af Johan, befriede Arthur og Konstance og flygtede fra hoffet til Angers og senere Filip 2.'s hof.

## Le Goulet-traktaten
Le Goulet-traktaten blev underskrevet af kongerne Johan af England og Filip 2. August af Frankrig i maj 1200 og havde til formål fastsætte på en gang alle territorialle krav, som de normanniske konger af England havde som normandiske hertuger på fransk jord, herunder for en vis tid Hertugdømmet Bretagne. I henhold til traktaten anerkendte Filip Johan som konge af England som arving af sin bror Richard 1. og opgav således formelt enhver støtte til Arthur. Johan anerkendte i mellemtiden Filip som sin overherre for sine kontinentale besiddelser i det angevinske rige.
Filip havde tidligere anerkendt Johan som sin overherre for Anjou og Hertugdømmet Bretagne, men for dette aftvang han 20.000 sølvmark i betaling for sin anerkendelse af Johans suverænitet i Bretagne.

## Kamp mod Johan af England
Efter underskrivelsen af Le Goulet-traktaten og denne fornærmelse af Filip, flygtede Arthur til Johan, hans onkel, og blev behandlet venligt, i det mindste indledningsvist. Dog blev han senere mistænksom over for Johan og flygtede tilbage til Angers. En uidentificeret kilde fortæller, at i april 1202 blev Arthur igen forlovet, denne gang til Marie af Frankrig, en datter af Filip 2. og Agnes af Andechs-Meranien.
Efter hans tilbagevenden til Frankrig og med støtte fra Filip 2. iværksatte Arthur et felttog i Normandiet mod Johan i 1202. Poitou gjorde oprør til støtte for Arthur. Hertugen af Bretagne belejrede sin bedstemor, Eleanora af Aquitanien, Johans mor, i Château de Mirebeau. Johan marcherede mod Mirebeau og overraskede Arthur den 31. juli 1202. Arthur blev taget til fange af Johans baroner den 1. august og fængslet i Château de Falaise i Falaise, Normandiet.

## Fængsling og forsvinden
På Chateau de Falaise blev Arthur bevogtet af Hubert de Burgh. Ifølge den samtidige krønikeskriver Ralf af Coggeshall Ralph fra Coggeshall beordrede Johan to af sine tjenere at gøre hertugen blinde og kastrere hertugen. Hubert de Burgh nægtede at lade ham blive lemlæstet. Det efterfølgende år blev Arthur overført til Rouen, under William de Braoses ansvar. Arthur forsvandt i april 1203.
Arthurs forsvinden gav anledning til forskellige historier. En beretning fortalte, at Arthur's fangevogtere frygtede at gøre ham skade, og derfor blev han myrdet af Johan selv og hans lig blev smidt i Seinen. Margam klostrets i Wales' annaller indeholder følgende beretning om Arthurs død:
 Efter at Kong Johan havde taget Arthur til fange, holdt han ham i live i fængsel i en vis tid, til sidst på Rouens borg, efter en middag på torsdagen inden Påske, mens han var fuld og besat af djævelen ['ebrius et daemonio plenus'], myrdede han ham med sine egne hænder, og bandt en tung sten fast til liget og smed det i Seinen. Det blev fundet af en fisker i hans net, og efter at være blevet trukket til flodens bred, blev det ført til en hemmelig begravelse, i frygt for tyranen, til Bec Klostret.

William de Braose blev også kædet til rygtet om at have begået det påståede mord på Arthurs. Mange år efter Arthurs forsvinden og efter en konflikt med kong Johan, beskyldte William de Braoses kone Maud de Braose direkte og personligt kongen for at have myrdet Arthur. Ikke kun bretonerne, men endda kongen af Frankrig, Filip 2., var lige glade for, hvad der faktisk skete, om Arthur var i live eller død, hvis han var i live,hvor, og hvis han var død, hvordan. Uanset hans skæbne efterlod Arthur ingen kendte børn.

## Arvefølgen
Mysteriet omkring Arthurs død komplicerede arvefølgen efter ham. Løsningen arvefølgen blev formodentlig påvirket af både Kong Johan og Kong Filip 2. Der var ingen mandlige arvinger til hertugkronen, og hans arv som hertug var derfor begrænset til flere muligheder blandt hans søstre.
Hans søster Eleonora af Bretagne, den smukke jomfru, var også Kong Johans fange. Eleanora præsenterede også en komplicerende faktor, hvis ikke en trussel, til Johans ønsker for kongen af Englands arvefølge. Hun forblev fængslet hele sit liv, 25 år inden i Johans eventuelle efterfølger, hans søn Henrik 3. fra Englands regeringstid. Mens hun var fængslet, giftede hun sig aldrig og havde fik ingen børn. Hendes fængsling og det faktum, at hun befandt sig i England, gjorde det umuligt for hende at regere som arvehertuginde af Bretagne.
Arthur 1. blev efterfulgt af sin halvsøster Alix af Thouars, datter af Konstance og hendes tredje mand Guy af Thouars.

## Eftermæle

### I litteraturen
Arthurs død er et vigtigt omdrejningspunkt i Shakespeares historiske skuespill Kong Johan, hvor Arthur fremstilles som et barn, hvis uskyld overtaler Hubert de Burgh til ikke at begå mordet, som blev krævet af Kong Johan. Imidlertid dør Arthur snart efter at været hoppet ned fra sit celle under et flugtforsøg.
I det 19. århundrede skrev den bretonske digter Auguste Brizeux om Arthur i La chasse du Prince Arthur.
I romanen Saving Grace af Julie Garwood finder heltinden dokumenter, der vedrører Arthurs mord begået under ordre af Kong Johan af to af hans baroner. Hun bliver gift med en skotsk adelsmand, Gabriel MacBain, for at undslippe England, men chikaneres af både Kong Johans baroner og den engelske fraktion, der ønsker at styrte Kong Johan, hvor hver part er usikker på, hvor meget hun ved.
I Randall Garrettes historisk alternative fantasihistorier Lord Darcy- serien, "bukker Richard ikke under for sin sygdom", men overlever den. Johan uden Land bliver aldrig konge, og Plantagenet-slægten, der nedstammer fra Arthur, fortsætter ned til i dag.
I The Devil and King Johan af den australske forfatter Filip Lindsay dræbes Arthur af Johan i et vredesudbrud, men han portrætteres som en oprørsk ung mand, der provokerede Johan i en vis grad snarere end det uskyldige barn i nogle versioner. I sin introduktion anerkender Lindsay, at han ikke havde noget bevis for, at dette var, hvad der skete med Arthur, men han betragtede det som et gæt, ligeså godt som andres.

### I musik
I 1912 komponerede den bretonske komponist Joseph-Guy Ropartz et symfonisk digt, La Chasse du Prince Arthur (Prins Arthurs jagt) efter digtet af Brizeux. Det bretonske folk-rockband Tri Yanns album fra 1995 Portraits inkluderer en sang om Arthur.

### På TV
Arthur og hans mor Konstance optræder som figurer i en række episoder af 1950'ernes britiske tv-serie The Adventures of Robin Hood.